# Bressuire (quận)
Quận Bressuire là một quận của Pháp, nằm ở tỉnh Deux-Sèvres, trong vùng Nouvelle-Aquitaine. Quận này có 7 tổng và 62 xã.

## Các đơn vị hành chính

### Các tổng
Các tổng của quận Bressuire là: 
1. Argenton-les-Vallées
2. Bressuire
3. Cerizay
4. Mauléon
5. Saint-Varent
6. Thouars - Tổng thứ nhất
7. Thouars - Tổng thứ nhì

### Các xã
Các xã của quận Bressuire, và mã INSEE là: 
| 1. Argenton-les-Vallées (79013)      | 2. Argenton-l'Église (79014)       | 3. Boismé (79038)                       | 4. Bouillé-Loretz (79043)                 |
| 5. Bouillé-Saint-Paul (79044)        | 6. Bressuire (79049)               | 7. Bretignolles (79050)                 | 8. Brie (79054)                           |
| 9. Brion-près-Thouet (79056)         | 10. Cerizay (79062)                | 11. Cersay (79063)                      | 12. Chiché (79088)                        |
| 13. Cirières (79091)                 | 14. Combrand (79096)               | 15. Coulonges-Thouarsais (79102)        | 16. Courlay (79103)                       |
| 17. Faye-l'Abbesse (79116)           | 18. Geay (79131)                   | 19. Genneton (79132)                    | 20. Glénay (79134)                        |
| 21. La Chapelle-Gaudin (79072)       | 22. La Coudre (79099)              | 23. La Forêt-sur-Sèvre (79123)          | 24. La Petite-Boissière (79207)           |
| 25. Le Breuil-sous-Argenton (79053)  | 26. Le Pin (79210)                 | 27. Louzy (79157)                       | 28. Luché-Thouarsais (79159)              |
| 29. Luzay (79161)                    | 30. Massais (79168)                | 31. Mauléon (79079)                     | 32. Mauzé-Thouarsais (79171)              |
| 33. Missé (79178)                    | 34. Montravers (79183)             | 35. Moutiers-sous-Argenton (79187)      | 36. Nueil-les-Aubiers (79195)             |
| 37. Oiron (79196)                    | 38. Pas-de-Jeu (79203)             | 39. Pierrefitte (79209)                 | 40. Saint-Amand-sur-Sèvre (79235)         |
| 41. Saint-André-sur-Sèvre (79236)    | 42. Saint-Aubin-du-Plain (79238)   | 43. Saint-Clémentin (79242)             | 44. Saint-Cyr-la-Lande (79244)            |
| 45. Saint-Jacques-de-Thouars (79258) | 46. Saint-Jean-de-Thouars (79259)  | 47. Saint-Jouin-de-Milly (79261)        | 48. Saint-Léger-de-Montbrun (79265)       |
| 49. Saint-Martin-de-Mâcon (79274)    | 50. Saint-Martin-de-Sanzay (79277) | 51. Saint-Maurice-la-Fougereuse (79280) | 52. Saint-Pierre-des-Échaubrognes (79289) |
| 53. Saint-Varent (79299)             | 54. Sainte-Gemme (79250)           | 55. Sainte-Radegonde (79292)            | 56. Sainte-Verge (79300)                  |
| 57. Taizé (79321)                    | 58. Thouars (79329)                | 59. Tourtenay (79331)                   | 60. Ulcot (79333)                         |
| 61. Voultegon (79356)                | 62. Étusson (79113)                |                                         |                                           |